# 허우즈후이
허우즈후이(중국어: 侯志慧, 병음: Hóu Zhìhuì, 한자음: 후지혜, 1997년 3월 18일~)는 중화인민공화국의 역도 선수이다. 2020년 하계 올림픽과 2024년 하계 올림픽에서 여자 플라이급 금메달을 획득했으며, 세계 선수권 대회에서 금메달 1개, 은메달 1개를 획득했다.